# Paul Robinson (labdarúgó, 1978. december)
Paul Peter Robinson (Watford, 1978. december 14. –) angol labdarúgó, korábban többek között a Birmingham City FC és a West Bromwich Albion játékosa.

## Pályafutása

### Watford FC
Robinson a Watford ifiakadémiáján kezdett futballozni. 1996. október 29-én a nagy rivális Luton Town ellen debütált a felnőttek között, 17 évesen. Az idény során további 12 alkalommal lépett pályára. Az 1997/98-as szezonban, amikor a Lódarazsak bajnokok lettek a harmadosztályban, többször lehetőséghez jutott. A következő évad felétől állandó tagja lett a csapatnak, mely végül feljutott a Premier League-be.
1999. április 29-én, egy Port Vale elleni mérkőzésen egy rossz becsúszással eltörte Stewart Talbot lábát, aki emiatt beperelte. Az élvonalban 32 mérkőzésen lépett pályára. A kiesés után is kitartott a Watford mellett. Minden sorozatot összevéve 252 alkalommal kapott lehetőséget a sárga mezeseknél, 63 alkalommal kapott lapot, és háromszor állították ki.

### West Bromwich Albion FC
2003 októberében a West Bromwich Albion 250 ezer fontért leigazolta Robinsont. A vételár a későbbi juttatásoknak köszönhetően időközben 375 ezer fontra nőtt. Október 18-án, a Norwich City ellen mutatkozott be új csapatában. Első gólját 2005 áprilisában szerezte a klubnál, az Aston Villa ellen sikerült egyenlítenie az utolsó pillanatokban. Ennek a döntetlennek nagy szerepe volt abban, hogy a WBA végül elkerülte a kiesést.
2006 nyarán a Watford megpróbálta 1,4 millió fontért visszavásárolni Robinsont, de a West Brom nemet mondott, és egy új, három évre szóló szerződést adtak neki. Október 28-án, egy Birmingham City elleni rangadón könyökével két helyen is eltörte Damien Johnson állkapcsát, amiért azonnal piros lapot kapott.
2007 augusztusában megpróbálta leigazolni a Wigan Athletic, hogy vele pótolják az Evertonhoz igazoló Leighton Bainest. A West Bromwich el is fogadta a kék-fehérek 1,5 millió fontos ajánlatát, de az átigazolás mégsem jött létre, mivel a játékos nem felelt meg az orvosi vizsgálatokon. 2009 nyarán a Bolton mutatott élénk érdeklődést iránta.

### Bolton Wanderers FC
Robinson 2009. július 12-én kölcsönben a Bolton Wanderershez igazolt. Később kiderült, az egyéves kölcsönszerződést lejárta után véglegesen is a fehér mezesekhez igazol, új csapata 1 millió fontot fizet majd érte 2010-ben. Augusztus 15-én, a Sunderlad ellen lépett pályára először a Wanderersben.

## Külső hivatkozások
- Paul Robinson pályafutásának statisztikái a Soccerbase oldalon (angolul)

- Robinson adatlapja a Birmingham City FC honlapján Archiválva 2014. december 30-i dátummal a Wayback Machine-ben

## Fordítás
- Ez a szócikk részben vagy egészben  a   Paul Robinson (defender born 1978) című angol Wikipédia-szócikk fordításán alapul.  Az eredeti cikk szerkesztőit annak laptörténete sorolja fel. Ez a jelzés csupán a megfogalmazás eredetét és a szerzői jogokat jelzi, nem szolgál a cikkben szereplő információk forrásmegjelöléseként.